# Sturla Þórðarson
Sturla Þórðarson (1214–1284) – islandzki polityk, wódz i pisarz wielu sag dotyczących jego współczesnych czasów. Był synem Þórðura Sturlusona i jego żony Þóry. Był bratankiem i uczniem słynnego Snorriego Sturlusona. Najbardziej znany jest z tego, że napisał Sagę o Islandczykach, najdłuższą sagę. Sturla miał brata Óláfra Þórðarsona, który był słynnym islandzkim skaldem.